# DSP Media
DSP Media (кор. DSP 미디어) — південнокорейська розважальна компанія, заснована Лі Хо Йоном у 1991 році. Компанія працює як звукозаписний лейбл, агентство талантів, музична продюсерська компанія, компанія з організації подій і концертного виробництва, а також музичне видавництво. У січні 2022 року компанію придбала RBW.
Лейбл є домом для таких виконавців, як Хо Йонджі, Rachel, KARD і Mirae. Серед колишніх артистів лейблу — SoBangCha, ZAM, COCO, Fin.KL, Sechs Kies, SS501, KARA, Rainbow, A-Jax і April.

## Історія

### 1991—2009: Становлення та ранній успіх
Daesung Enterprise було засновано у вересні 1991 року Лі Хо Єном. Одним з їхніх перших корейських музичних гуртів був SoBangCha (кор. 소방차). Гурт став хітом, і він досі популярний серед корейців старшого віку.
Наприкінці 1990-х років Daesung Enterprise досягли значного успіху, а також завдяки успіхах таких гуртів, як Sechs Kies (створеного в 1997 році), і Fin.KL (створеного у 1998 році), вважалися одними із найкращих розважальних лейблів у Південній Кореї поряд із SM Entertainment. Гурт Click-B був створений в серпні 1999 року.
У лютому 1999 року компанія була перейменована в DSP Entertainment. Після злиття з Hoshin Textile Company (кор. 호신섬유) у березні 2006 року DSP Entertainment було перейменовано на DSP Enti.
У 2002 році Ha Hyun-gon, Yoo Ho-suk і No Min-hyuk з Click-B залишили DSP.
У 2006 році гурт Fin.KL залишив DSP Media.
У вересні 2008 року DSP Enti було перейменовано в DSP Media.

### 2010–дотепер: Зміна керівництва та придбання
У березні 2010 року Лі Хо Йон переніс інсульт, після чого керувати компанією стала його дружина Чхве Мі Кьон. Вважалося, що саме Лі Хо Йон був головною складовою успіху гуртів компанії, яка почала занепадати після його відходу від керівництва через інсульт. Після того, як Чхве стала президентом DSP, кілька учасниць дівочого гурту Kara подали позов про розірвання контракту з DSP.
У 2012 році гурт Puretty дебютував з аніме-серіалом Pretty Rhythm: Dear My Future. У січні 2014 року Puretty офіційно розпалися, а учасниці Чон Сомін, Юн Че Кьон та Чо Ші Юн залишилися працювати у DSP Media.
У лютому 2015 DSP створили ще один жіночий гурт — April. Колишня учасниця Puretty Чон Сомін спочатку була входила до складу нового гурту, але вона покинула групу в листопаді 2015 року. Пізніше Чон Сомін дебютувала у складі спільного гурту DSP Kard у грудні 2016 року. Колишня учасниця Puretty Юн Че Кьон приєдналася до April після їхнього першого дебюту в листопаді 2016 року.
15 січня 2016 року KARA офіційно розпалися після закінчення терміну дії контрактів Пак Гюрі, Хан Синьон та Гу Хари, а Хо Йонджі стала солісткою DSP Media.
Рано вранці 14 лютого 2018 року Лі Хо Йон помер у віці 64 років після тривалої боротьби з хворобою.
26 січня 2022 року було оголошено, що 39,1 % акцій DSP Media були куплені RBW, під керівництвом якої знаходяться такі айдол-гурти, як Mamamoo, Oneus, Vromance, Onewe та Purple Kiss. DSP Media буде об'єднано з RBW як дочірню компанію.

## Музичні виконавці

#### Солісти
- Хо Йонджі
- BM[en]
- Rachel

#### Гурти
- Kard
- Mirae

## Колишні артисти
| Музичні виконавці - SoBangCha (1987—1996) - ZAM (1992—1995) - CO CO (1994—1995) - MUE (1994—1999) - IDOL (1995—1997) - Mountain (1996–?) - Sechs Kies (1997—2000) - Fin.K.L (1998—2005) - Leeds (1999—2000) - Click-B (1999—2006) - Oh Jong-hyuk (1999—2020) - Lee Hyori (2003—2006) - Shyne (2004—2007) - SS501 (2005—2010) - Sunha (2007—2009) - A'st1 (2008—2009) - Kara (2007—2016) - Kim Sung-hee (2007—2008) - Nicole Jung (2007—2014) - Kang Ji-young (2008—2014) - Park Gyu-ri (2007—2016) - Han Seung-yeon (2007—2016) - Goo Ha-ra (2008—2016) - Rainbow (2009—2016, 2019) - Puretty (2012—2014) - Yoo Hye-in (2012—2014) - Jeon Jae-eun (2012—2014) - Cho Shi-yoon - Ahn So-jin (2012—2015, her death) - A-Jax (2012—2019) - Sungmin (2012—2016) - Jaehyung (2012—2016) - Jihu (2012—2016) - Kasper (2016—2018) - April (2015—2022) - Lee Hyun-joo (2015—2021) - Chaewon (2015—2022) - Наин (2015—2022) - Yena (2015—2022) - Jinsol (2015—2022) - Chaekyung (2015—2022) | Актори - Park So-hyun - Oh Hyun-kyung - Kim Hyu Soo (1997–?) - Jung Hye Won (2010–?) - Park Jong-chan (2013-?) - Choi Bae-young - Baek Seungdo - Song Chan-ik |

## Фільмографія
- Emergency Act 19 (фільм, 2002)
- Драма Трилистка конюшини (SBS, 2005)
- Моя дівчина (SBS, 2005)
- Вона (SBS, 2006)
- Йон Ге Со Мун (SBS, 2006)
- Хірург Пон Дал Хі (SBS, 2007)
- Погана пара (SBS, 2007)
- Бібліотека розбитих сердець (фільм, 2008)
- Створення зірки (MBC, 2012)
- Проект Кара (MBC, 2014)